# Christian Ludwig Nitzsch

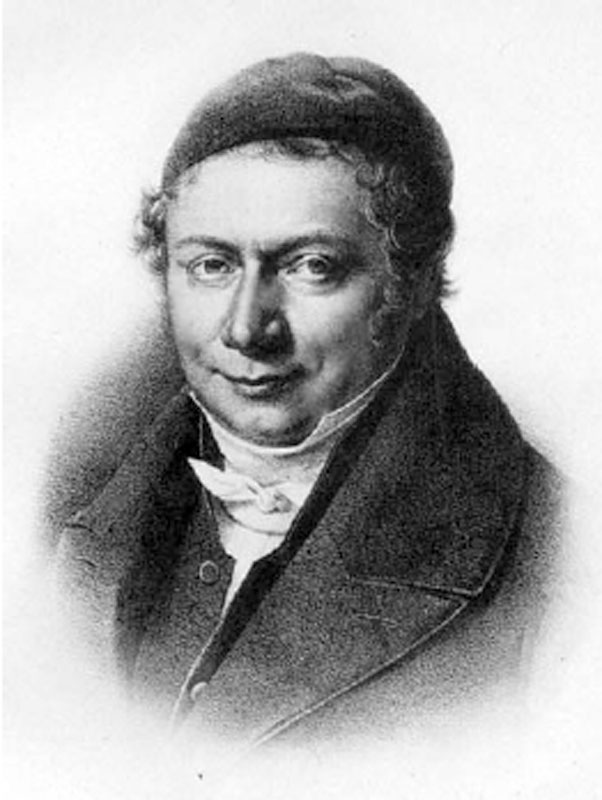
Christian Ludwig Nitzsch

Christian Ludwig Nitzsch, född 3 september 1782 i Beuda nära Grimma, död 16 augusti 1837 i Halle an der Saale, var en tysk zoolog, son till Karl Ludwig Nitzsch, bror till Karl Immanuel och Gregor Wilhelm Nitzsch.
Nitzsch studerade i Wittenberg, där han blev medicine doktor 1808 på avhandlingen De respiratione animalium. År 1815 utnämndes han till professor i zoologi vid universitetet i Halle an der Saale. 
Hans forskning var främst inriktad på ornitologi, men publicerade även studier över kiselalger och gjorde de första systematiska zoologiska studierna över djurlöss. Han invaldes som utländsk ledamot av svenska Vetenskapsakademien 1832. 